# F–15 Eagle
Az F–15 Eagle negyedik generációs nehéz vadászrepülőgép. Az F–16 Fighting Falcon könnyűvadász mellett ez a repülőgép az Amerikai Légierő és a Légi Nemzeti Gárda összes korábbi vadász- és vadászbombázó repülőgépének (F–4 Phantom II, F–111 Aardvark, F–105 Thunderchief, F–106 Delta Dart) váltótípusa. Hagyományos aerodinamikai elrendezésű, kéthajtóműves, vállszárnyas repülőgép, osztott függőleges vezérsíkkal. Sérülésállósága legendás. A levegőben utántölthető. Japánban a légierő által megrendelt F–15J/DJ repülőgépeket licencben gyártották.
A repülőgép továbbfejlesztésével 1987-ben hozták létre a megnövelt felszállótömegű F–15E Strike Eagle vadászbombázót, amelyet először 1989-ben állítottak szolgálatba. A jelenlegi elképzelések szerint ez a repülőgép még a 2030-as években is szolgálatban fog állni. Az F–15E alapjain több exportváltozatot is létrehoztak, az Izraeli Légierő számára az F–15I Raam-ot, Szaúd-Arábia számára az F–15S-t, Dél-Korea számára az F–15K Slam Eagle-t, Szingapúr számára az F–15SG-t.

## Fejlesztési története

### A kezdetek
1967-ben az amerikai hírszerzés legnagyobb meglepetésére egy nagyméretű szovjet vadászgép fejlesztéséről szerzett tudomást. Akkor még nem tudták, hogy a MiG–25-öt nagysebességű elfogóvadásznak tervezték, nem pedig légifölény kivívására képes vadászgépnek. A MiG–25 hatalmas függőleges vezérsíkjai alapján kiemelkedő manőverezési képességű gépet feltételeztek, és az amerikai légierő attól tartott, hogy teljesítményében a MiG–25 bármelyik amerikai gépet felülmúlja. A szovjet gép nagyméretű vezérsíkjaira azonban a nagy magasságú, nagy sebességű repülés során fellépő irányítási nehézségek miatt volt szükség.
Az F–4 Phantom II volt az amerikai légierő és a haditengerészet egyetlen olyan vadászgépe, amelynek elegendő tolóereje, hatósugara és irányíthatósága volt vizuális célazonosítást követően felvenni a harcot a szovjet gyártású vadászgépekkel. A Phantom harcbalépését csakis vizuális célazonosítás után engedélyezték, ezért nem tudtak az eredeti tervezési elvek szerinti, látóhatáron túli távolságokból támadni. A vietnámi háborúban tapasztaltak során a közép-hatótávolságú AIM–7 Sparrow és – kisebb mértékben ugyan, de – a rövid hatótávolságú AIM–9 Sidewinder is pontatlannak bizonyolt azoknál a légi közelharcoknál, amelyekbe a Phantom a vizuális azonosítás után került. Az ilyen rövid távolságoknál gépágyúval lehetett hatékonyan harcolni, ám a kezdetekkor az F–4-eseket ilyennel nem szerelték fel. A vietnámi bevetések eredményeként azonban erre szükség lett, ezért először a szárnyfelek, vagy a törzs alá felfüggesztett, külső gépágyúkonténerrel működtek, majd az F–4E-t már beépített, fedélzeti M61 Vulcan gépágyúval szerelték fel.

### Az F–X program

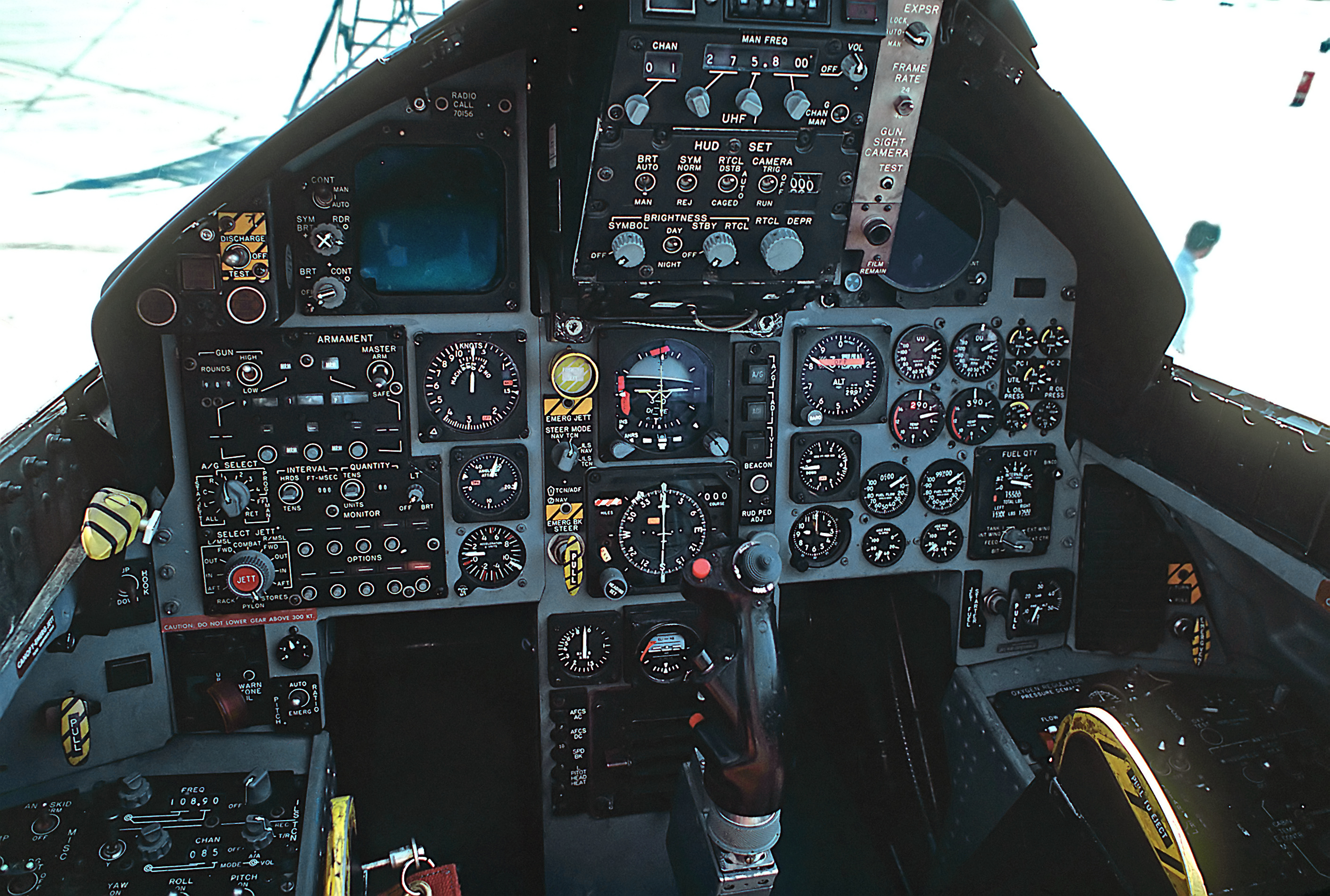
Egy F–15A pilótafülkéje

Nyilvánvaló szükség volt tehát egy, a Phantom közelharci hiányosságaival nem rendelkező, nagy hatótávolságú, légifölényt kivívni képes vadászgépre. Az amerikai légierő nem szállt be a haditengerészet VFX programjába, amely az F–14 Tomcat-hez vezetett, hanem saját légifölény-vadászgép–programot indított Fighter Experimental (F–X) néven. A kiírás egy maximum 18 100 kg felszállótömegű, együléses vadászgépet keresett, 2,5 Mach legnagyobb sebességgel és bevetési tömegnél közel 1:1 tolóerő-súly aránnyal. A pályázatra négy cég nyújtott be ajánlatot, ebből a légierő a General Dynamics-et kizárta, a maradék három vállalatot pedig 1968 decemberében megbízta a definíciós fázis végrehajtásával. A Fairchild Republic, a North American és a McDonnell Douglas 1969 júniusában leadta a műszaki dokumentációkat, amelyek közül a légierő 1969. december 23-án a McDonnell Douglas pályázatát választotta ki. A nyertes tervezet az F–14-esre hasonlító két farokszárnyas gép volt, de nyilazható szárnyak nélkül. Nyilvánvalóvá vált, hogy az F–4-et leváltó típus nem lesz annál se könnyebb, se kisebb.
Az Eagle első szériájának együléses változatát F–15A, a kétülésest pedig F–15B jellel látták el. A gépeket az új Pratt & Whitney F100 hajtómű több, mint 1:1 bevetéstömeg-tolóerő aránnyal látta el. Az először betervezett 24 mm-es Ford-Philco GAU–7 gépágyú fejlesztési problémái miatt végül a jól bevált M61 Vulcant építették az F–15-be is. A Phantomhoz hasonlóan az Eagle is négy Sparrow rakétát hordozott a törzs alatt. A széles szárny hatékony felhajtóerőt biztosított.

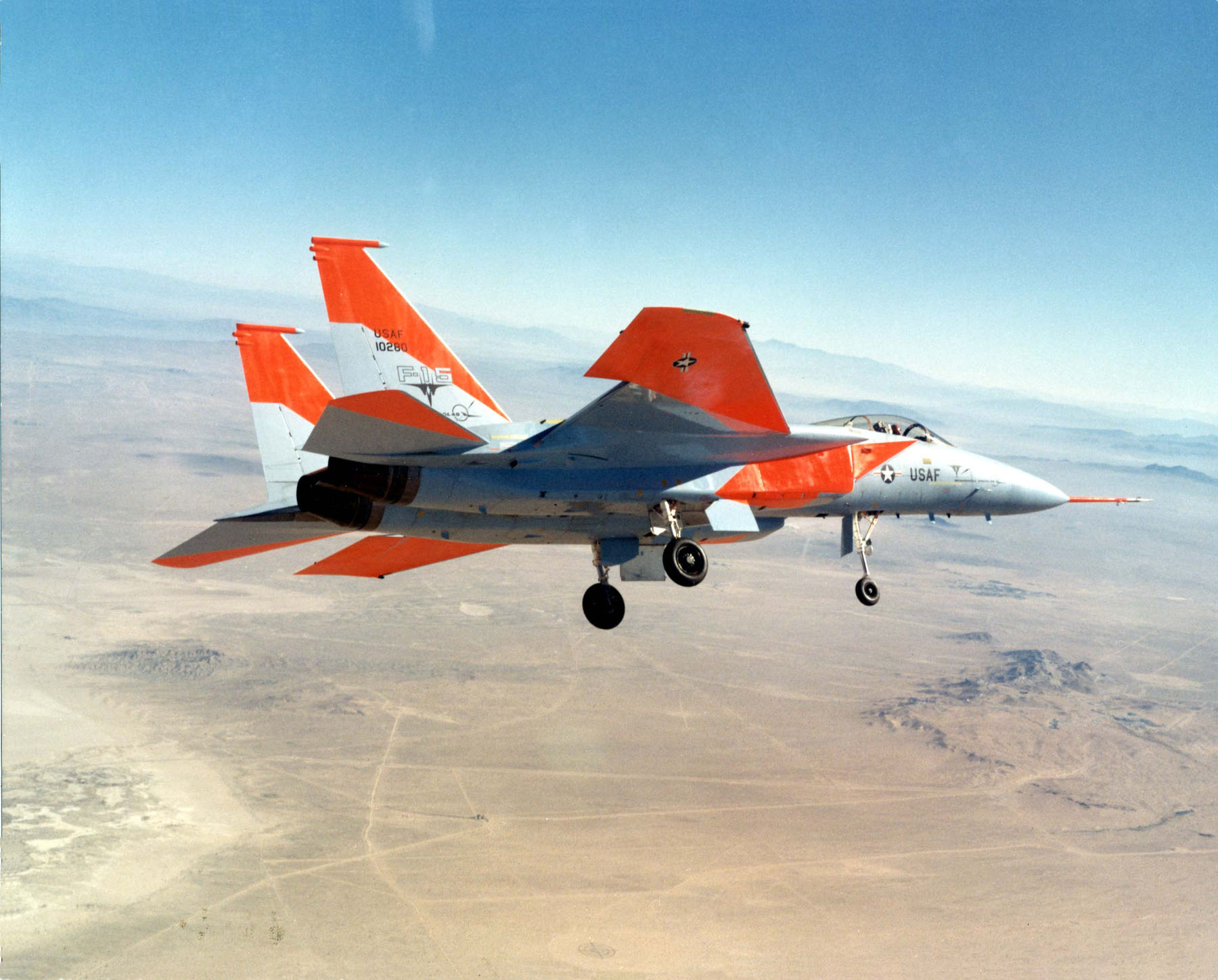
A 71-0280 sorozatszámú McDonnell Douglas F–15A első repülése

Az F–15A először 1972 júliusában szállt fel, majd a kétüléses, eredetileg kiképzőgépnek és ezért rövid ideig TF–15A-ként kodifikált F–15B 1973 júliusában követte. A look down / shoot down radarjával a gép képes volt az alacsonyan repülő célokat megkülönböztetni a felszíni radarvisszaverődések zajától. Az F–15-ben fedélzeti számítógép tehermentesítette a pilóta munkáját, ezért nem volt szükség egy külön radarkezelőre, mint az Phantomban. A fülketető kiképzésében is eltért az F–4-től és az F–14-től, ugyanis egyetlenegy darabból készült, és tiszta kilátást biztosított előre. Az Air Force bejelentése szerint az F–86 Sabre óta az F–15 az első légifölény vadászgépe.
Az F–15E Strike Eagle kifejlesztésével lecserélhetővé vált az F–111. A légierőn belüli "vadászgép-lobbi" szerint azonban az F–15 túl nagy volt ahhoz, hogy légi közelharcban hatékony legyen és túl sokba került ahhoz, hogy az összes F–4-et és A–7 Corsair II-t leválthassa. Ez végül a Lightweight Fighter programhoz vezetett, amelyből kialakult az F–16 Fighting Falcon és az F/A–18 Hornet.

### További fejlesztések

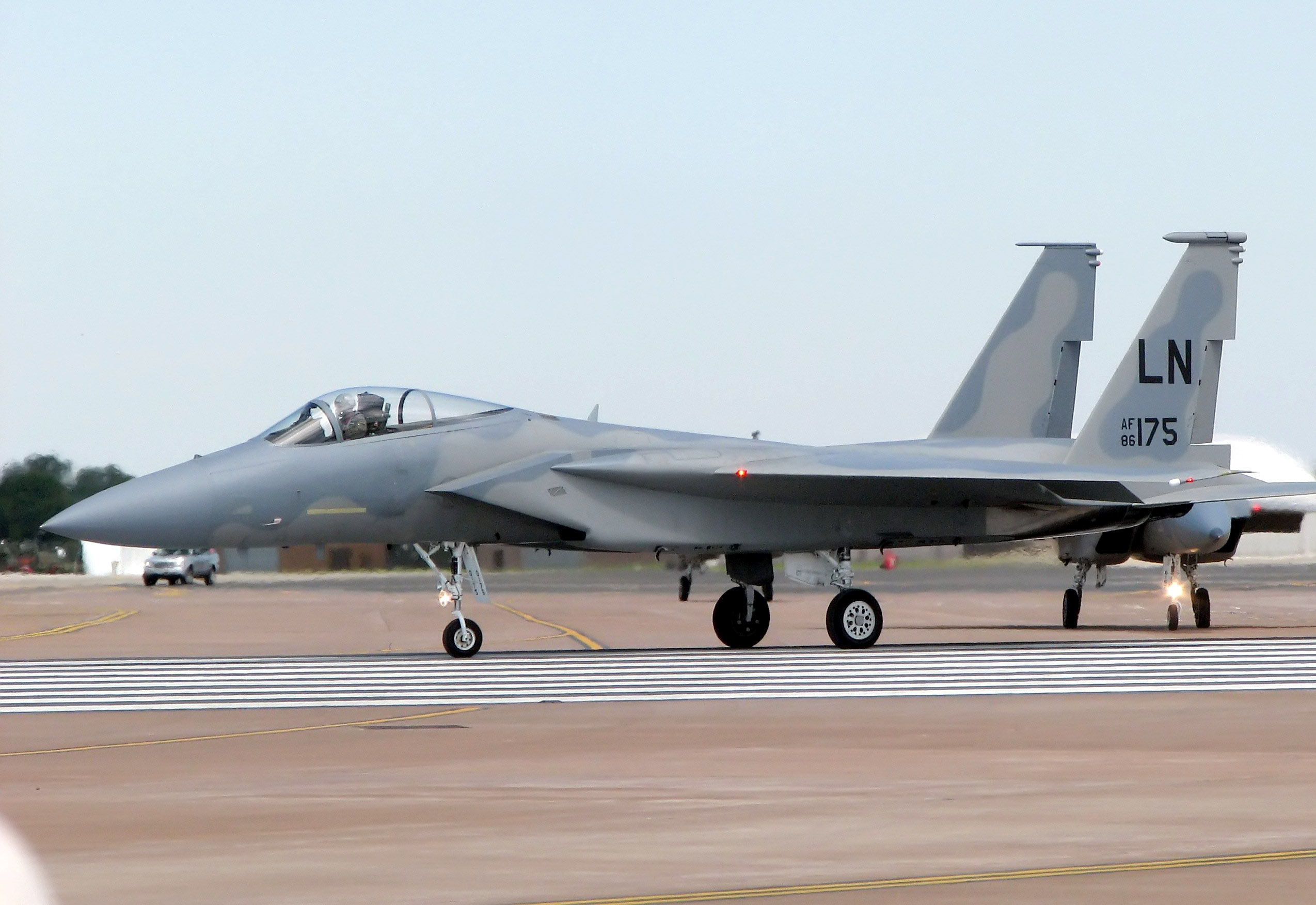
Az Amerikai Légierő AF/86 175-ös F–15C gépe felszálláshoz gurul. A függőleges vezérsíkon feltüntetett jelzés azt jelenti, hogy az 1986-os F–15-gyártási sorozat 175. repülőgépéről van szó. Mivel az A változat gyártását 1979-ben befejezték, a képen látható egyértelműen egy C

Az együléses F–15C és a kétüléses F–15D gyártása 1978-ban kezdődött, az első felszállásokat februárban és júniusban hajtották végre. Az új változatoknál végrehajtották a Production Eagle Package (PEP 2000) változtatásokat, így többek között 2000 fonttal (900 kg-mal) megnövelték a belső üzemanyag-tárolási kapacitást, kiképezték a géptörzshöz simuló külső üzemanyagtartály csatlakozóit, valamint 30 700 kg-ra emelték a gép legnagyobb felszállótömegét.
Az F–15 Multi-stage Improvement Program-ot 1983-ban kezdték el, az első MSIP-s F–15C 1985-ben készült el. A fejlesztések között szerepel egy új fedélzeti számítógép; egy programozható fegyverzetvezérlő rendszer, amely képes volt az AIM–7, az AIM–9 és az AIM–120 rakéták kezelésére; valamint egy harcászati elektromos hadviselési rendszer, amely megnövelte az ALR–56C besugárzás-érzékelő és az ALQ–135 infra- és radarcsapda kilövő képességeit. Az utolsó 43 darab F–15C-t már azzal a Hughes APG–70 radarral szerelték fel, amelyet az F–15E-be is beépítettek. A korábbi MSIP F–15C-ket APG–63 lokátorokkal látták el, amelyeket később az APG–70-hez hasonlítható szintű APG–63(V)1-ekre javítottak fel. Ezeket a fejlesztéseket az összes F–15C-be beépítették.
2009. elejétől kezdődően 178 F–15C-t szerelnek fel új generációs AN/APG–63(V)3 illetve APG–70 Active Electronically Scanned Array típusú lokátorokkal. A légierő ezentúl az összes többi F–15-t felszereli a Joint Helment Mounted Cueing System sisakba épített célzó- és irányító-rendszerrel.

### F–15X Advanced Eagle
Pentagonbeli értesülések szerint az Egyesült Államok légiereje 2020-as költségvetési évében (FY20) 12 darab új gyártású továbbfejlesztett, F–15X Advanced Eagle fantázianevű alváltozatot vásárol 1,2 milliárd USD értékben. A fejlesztői tervek szerint az X változat közel két tucat légiharc-rakéta hordozására lesz képes, melyből két változat fog épülni: az együléses F–15CX és a kétüléses F–15EX. Más információk szerint a nemzeti gárda gazdaságtalanul felújítható, üzemidőtartalék-hiányos C-i kerülnek leváltásra az új gyártású EX-szel. Az első kétüléses példányt 2021. március 11-én adták át a légierőnek.

## Szerkezeti felépítése és tervezési sajátosságai

### Futómű
A típus triciklielrendezésű futóművel lett felszerelve, az elődtípusokhoz – F–4, A–7 – hasonlóan. A pilótakabin alatt és mögött helyezték el az orrfutót, amely előre az orr irányába húzható be és a földi gurulásokhoz 15 fokban kitéríthető, valamint a két beömlőnyílás síkjában a törzsközépi (úgynevezett centroplán) szakaszban a két főfutót, melyeken egy-egy kerék kapott helyet. Ezek az orrfutóhoz hasonlóan az orr felé a hossztengely irányában húzhatóak be úgy, hogy a főfutószárak ki- és behúzása közben a kerekek kb. 90 fokos elfordulást hajtanak végre. A három futóműaknában található műszerek védelme érdekében az aknaajtók nagy része visszacsukódik a futóműszárak kinyílása után. Megjegyzendő, hogy az egy- és kétüléses (A/B/C/D) változatok orr- és főfutókerekei típusváltozatonként megegyező méretűek, azonban a megnövelt teheremelő képességű E és alváltozatai már szélesebb abroncsú főfutókerekekkel vannak felszerelve. Emiatt ezek kerékakna-fedőajtói kiemelkednek a hasfelület síkjából. Az E változat orrfutóabroncsának mérete 22×7,5–9 hüvelyk, a főfutóabroncsok mérete pedig 36×11–18.

## Típusváltozatok

### Prototípusok
Összesen tizenkét repülőgépet építettek az F–15 Joint Test Force részére, amely az Edwards AFB-n települt, személyzete a McDonnell Douglas és az USAF állományából tevőfött ki. A legtöbb prototípust később a NASA használta kísérleti projektek lefolytatására.
F–15A–1 (s/n. 71-0280)
F–15A–1 (s/n. 71-0281)
F–15A–2 (s/n. 71-0282)
F–15A–2 (s/n. 71-0283)
F–15A–2 (s/n. 71-0284)
F–15A–3 (s/n. 71-0285)
F–15A–3 (s/n. 71-0286)
F–15A–4 (s/n. 71-0287)
F–15A–4 (s/n. 71-0288)
F–15A–4 (s/n. 71-0289)
F–15B–1 (s/n. 71-0290)
F–15B–2 (s/n. 71-0291)

### Együléses altípusok

#### F–15A
Az első sorozatgyártású együléses változatból 384 darabot épített a McDonnell Douglas, melyből 365 darabot az Amerikai Légierő vett át. További 19-et Izrael légiereje rendelt. A gépeket 1972 és 1979 között gyártották le, amely látható is a függőleges vezérsíkjaikon (AF, alatta pedig az évszám utolsó két száma). Sokáig csak ez alapján lehetett megkülönböztetni az A és C változatokat egymástól. Azóta az A-kat kivonták, a C-ket pedig modernizálták, több kiegészítő antennát szereltek fel rájuk. Az AMARC-ban 115 darab F–15A lett lekonzerválva 1991 júliusa és 1995 év vége között (további 10 darab F–15B-vel együtt).

#### F–15C
Az F–15C az F–15A továbbfejlesztett változata, 1979-től 1985-ig összesen 483 darabot gyártottak le. Az első F–15C a 78–468 sorozatszámú gép, melytől kezdve az együlésesek azonos altípusok, a kétülésesek D-k, majd az E és altípusai (I, S, SG, K) következtek. A 78–468-es 1979. február 26-án végezte első felszállását. A korábbi gépeknél 900 kg-mal több üzemanyagot képes szállítani, továbbá pót-üzemanyagtartályok (CFT-k) csatlakoztatására is alkalmasak.
Az öbölháborúban az USAF gépei 36 légi győzelemmel bizonyították harcászati képességeiket.

#### F–15J
A C változat japán sorozatgyártású változata, melyet a Mitshubishi Heavy Industries gyártott le licenc alatt 1981 és 1997 között a japán légierő részére. Összesen 141 darab épült, melyből az első kettőt az amerikai St. Louis-i gyár, 139-et pedig a japán nehézipari konszern készített el. Japánban modernizált változata az F–15 Kai.

### Kétüléses altípusok

#### F–15B
Az első sorozatgyártású kétüléses változatból 61 darab épült 1972 és 1979 között, kezdetben TF–15A típusjelzéssel.

#### F–15D
A D kétüléses változatot elsősorban az Egyesült Államok légiereje rendszeresítette, a B változat továbbfejlesztésével. Kezdetben a C változattal egyező felszereltséggel, annak oktató változata lett. Összesen 92 darab épült meg 1979 és 1985 között.
Később, a 2000-es évek végén az izraeli légierő is vásárolt használt példányokat az USAF állományából.

#### F–15DJ
A D kétüléses változat Japánban rendszeresített változatából összesen 37 darab épült: 12-t a St. Louis-i, 25-öt pedig a Mitsubishi gyártott le licencszerződés keretében 1981 és 1997 között.
Három darab az üzemeltetésük során azóta lezuhant.

#### F–15E
A D-ből kifejlesztett csapásmérő változat. 1986 és 2001 között 236 darabot építettek, melyekből 16 darab semmisült meg 2013 májusáig.
Az altípus különféle változataiból eddig 425 darabot gyártott le a Boeing.

##### F–15I
25 darab lett rendelve, mind leszállításra került.

##### F–15K
61 darab lett rendelve, mind leszállításra került, 1 darab lezuhant.

##### F–15S
72 darab lett rendelve, mind leszállításra került, 4 darab lezuhant, 68 aktív.

###### F–15SA
152 darab lett rendelve, melyből 84 darab új építés lesz, 68 F–15S pedig felújítva.

##### F–15SG
24 darab lett rendelve, mind leszállításra került a szingapúri légierőnek, további 7 darabot az USAF rendelt meg.

##### F–15QA
Katar 36 darabot rendelt meg 2017 nyarán 12 milliárd USD értékben (QA mint Qatar Advanced). A változat első repülését 2020. április 14-én végezte el.

### Kutató- és tesztváltozatok
F–15 Streak Eagle (s/n. 72-0119)
F–15 STOL/MTD (s/n. 71-0290)
F–15 ACTIVE (s/n. 71-0290)
F–15 IFCS (s/n. 71-0290)
F–15 MANX (s/n. 71-0290)
F–15 Flight Research Facility (s/n. 71-0281 / 71-0287)
F–15B Research Testbed (s/n. 74-0141)

## Avionika és fegyverrendszer

### Fegyverzet
Légiharc-rakéták
Földi célok elleni fegyverek
Egyéb függesztmények

## Megrendelő és üzemeltető országok

### Az Amerikai Egyesült Államok Légiereje
Az Amerikai Légierő 2008 szeptemberében F-15 összes változatából 630 darabot üzemeltetett, melyből 499 darab aktív szolgálatban volt, 131 darab pedig tartalék állományban az ANG-nél. Ebből 223 darab F–15E volt.
- F–15E (236 db/14 db (†)):[31]

8 db nullszéria: 86–0183, 86–0184, 86–0185, 86–0186, 86–0187, 86–0188, 86–0189, 86–0190
87–0169, 87–0170, 87–0171, 87–0172(†), 87–0173, 87–0174, 87–0175, 87–0176, 87–0177, 87–0178, 87–0179, 87–0180, 87–0181, 87–0182, 87–0183, 87–0184, 87–0185, 87–0186(†), 87–0187, 87–0188, 87–0189
87–0190, 87–0191, 87–0192, 87–0193, 87–0194, 87–0195, 87–0196, 87–0197, 87–0198, 87–0199, 87–0200, 87–0201, 87–0202, 87–0203(†), 87–0204, 87–0205, 87–0206, 87–0207, 87–0208, 87–0209, 87–0210
88-1667, 88-1668, 88-1669, 88-1670, 88-1671, 88-1672, 88-1673, 88-1674, 88-1675, 88-1676, 88-1677, 88-1678, 88-1679, 88-1680, 88-1681, 88-1682, 88-1683, 88-1684, 88-1685, 88-1686, 88-1687
88-1688, 88-1689(†), 88-1690, 88-1691, 88-1692(†), 88-1693, 88-1694(†), 88-1695, 88-1696, 88-1697, 88-1698, 88-1699, 88-1700, 88-1701(†), 88-1702, 88-1703, 88-1704, 88-1705, 88-1706, 88-1707, 88-1708
89-0471, 89-0472, 89-0473, 89-0474, 89-0475, 89-0476, 89-0477, 89-0478, 89-0479(†), 89-0480, 89-0481, 89-0482, 89-0483, 89-0484, 89-0485, 89-0486, 89-0487, 89-0488
89-0489, 89-0490, 89-0491(†), 89-0492, 89-0493, 89-0494, 89-0495, 89-0496, 89-0497(†), 89-0498, 89-0499, 89-0500, 89-0501, 89-0502, 89-0503, 89-0504(†), 89-0505, 89-0506
90-0227, 90-0228, 90-0229, 90-0230, 90-0231(†), 90-0232, 90-0233, 90-0234, 90-0235, 90-0236, 90-0237, 90-0238, 90-0239, 90-0240, 90-0241, 90-0242, 90-0243, 90-0244
90-0245, 90-0246, 90-0247, 90-0248, 90-0249, 90-0250, 90-0251, 90-0252, 90-0253, 90-0254, 90-0255, 90-0256, 90-0257, 90-0258, 90-0259, 90-0260, 90-0261, 90-0262
91-0300, 91-0301, 91-0302, 91-0303, 91-0304(†), 91-0305, 91-0306, 91-0307, 91-0308, 91-0309, 91-0310, 91-0311, 91-0312, 91-0313, 91-0314, 91-0315, 91-0316, 91-0317
91-0318, 91-0319, 91-0320, 91-0321, 91-0322, 91-0323, 91-0324, 91-0325, 91-0326, 91-0327, 91-0328, 91-0329, 91-0330, 91-0331, 91-0332, 91-0333, 91-0334, 91-0335
91-0600, 91-0601, 91-0602, 91-0603, 91-0604, 91-0605
92–0364, 92–0365, 92–0366
96–0200, 96–0201, 96–0202, 96–0203(†), 96–0204, 96–0205
97–0217, 97–0218, 97–0219, 97–0220, 97–0221, 97–0222
98–0131, 98–0132, 98–0133, 98–0134, 98–0135
00–3000, 00–3001, 00–3002, 00–3003, 00–3004
01–2000, 01–2001, 01–2002, 01–2003, 01–2004

### Dél-Koreai Légierő
Dél-Korea eddig 61 darab F–15K Slam Eagle-t rendelt. Először 40 darabot, amely 2006 és 2008 októbere között érkezett meg. Ebből egy lezuhant a legelső légi bemutatójukon, 2006. június 7-én, a pilóták életüket vesztették. A következő 20 darabot 2008. április 25-én rendelték meg, plusz 1 darabot az elvesztett pótlására. Az új, húsz darabos rendelés első példánya (08–0041) 2010. április 22-én szállt fel a missouri St. Louis-ban. A Boeing tesztpilótája, Steve Schmidt repülte.

### Izraeli Légierő

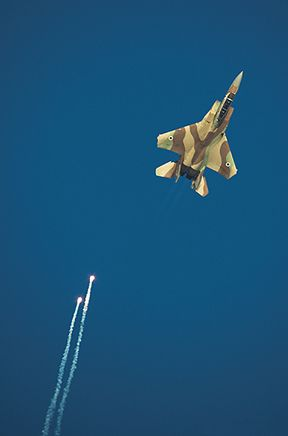
Egy F–15I Ra'am infracsapdát szór

Izrael 1977-től üzemelteti a típust, melyek a Peace Fox I, II és III keretében érkeztek az országba. Ezek a gépek napjainkban két F–15A/B és egy F–15C/D század állományában vannak. Az első 24 darab A/B korai USAF-sárkányszerkezettel épült, a 133. Századba (133 Squadron) kerültek. A második sorozatot az 1982-es libanoni háború miatt embargó alá helyezett ország csak később kapta meg. A légierő 2008 novemberében 42 darab együléses F–15A/C-val, 15 darab kétüléses F–15B/D-vel és 25 darab F–15I-vel rendelkezett. Utóbbit a 69. Század (69 Squadron) üzemelteti a hacerimi légi támaszponton, melyek közül az első kettő 1998. január 19-én szállt le a hacerimi bázison, két F–4E kísérete alatt. Az új altípus első felszállása 1997. szeptember 12-én, „roll out” ünnepsége 1997. november 6-án zajlott le.
1994. január 27-én az izraeli kormány 21 darab F–15I-t rendelt. Május 12-én az amerikai kongresszus engedélyezte 25-nél több gép rendelését, így másfél évvel később, 1995 novemberében további négy darabot rendeltek még. A 25 darab gép 1996 és 1998 között lett leszállítva.
Legalább nyolc F–15-ösük balesetben megsemmisült.
- Peace Fox I

F–15A: 658, 667, 681, 689, 695, ..
F–15B: 408, ...
- Peace Fox II

F–15C: 541, 552, 810, 828, 832, 840, 848, ...
F–15D: 701, 706, 715, 733, 957, 979, ...
- Peace Fox III

F–15I (25 db): AF94–0306, 201, 205, 207, 209, 215, 220, 223, 227, 234, 244, 250, 261, 267, 269, 271, ...

### Japán Légi Véderő
A japán légierő 203 darab együléses F–15J-t és 20 darab kétüléses F–15DJ-t üzemeltet 1981-től, melyből 2 J és 12 DJ amerikában készült, amit később a Mitsubishi gyártásba vett.
Üzemeltető alakulatok:
- 2. ezred (2. Kokudan) két százada (? és ? Hikotai) – Csitosze-i légi támaszpont
- 5. ezred (5. Kokudan) egy százada (? Hikotai) – Njutabaru-i légi támaszpont,
- 6. ezred (6. Kokudan) egy százada (? Hikotai) – Komacu-i légi támaszpont,
- 7. ezred (7. Kokudan) két százada (? és ? Hikotai) – Hjakuri légi támaszpont,
- 8. ezred (8. Kokudan) egy százada (? Hikotai) – Cuiki légi támaszpont.

A légierő 2007 júniusában a gépek modernizációjába kezdett, mely kiterjedt a szintetikus apertúrájú rádiólokátorok beépítésére is. Ezek a gépek váltották le az RF–4-eseiket. 2008 novemberében 157 darab F–15J és 45 darab F–15DJ üzemelt még.
Tizenkét gépük balesetben megsemmisült. 9 F–15J és 3 F–15DJ.

### Szaúdi Királyi Légierő
A szaúdi légierő 1981 óta négy században üzemelteti 55 darab F–15C-jét és 19 darab F–15D-jét, melyeket a Peace Sun keretében kaptak meg. Bázisaikul a Dhahran-i, Khamis Mushayt-i és a Taif-i légi bázisok szolgálnak. A Camp David-i békeszerződés 60 darabra korlátozta az ország F–15-öseinek számát, miközben a Luke AFB-n folyamatos légi kiképzést tartottak fenn a szaúdi pilóták számára. Ezt a korlátozást később feloldották.
Az ország 72 darab F-15S-t rendelt, melyek 1996 és 1998 között épültek meg és kerültek átadásra. Rendeléshez közeli állapotban van újabb 72 darab. A General Electric 2007 októberében szerződést kötött Szaúd-Arábiával 65 darab GE F110–GE–129C hajtómű leszállításáról F–15S-eihez, 300 millió USD értékben. Ezekkel cserélték le az eredeti PW F100–229-eseket, melyekkel folyamatosan üzemeltetési problémáik adódtak.
A légierő 2008 novemberében 139 darab F–15C/S-t és 22 darab F–15D-t repült.
Legalább 21 gépük balesetben megsemmisült.

### Szingapúri Légierő
- F–15SG: 24 darab megrendelve, gyártás és leszállítás alatt.

## Harci alkalmazás

### Balesetek, incidensek
A géptípus baleseteinek listáját lásd angol nyelven: List of F-15 losses

### Monográfiák, folyóirat-cikkek
- A Top Gun c. folyóirat cikkei:
  - Kővári László: Derült égből „Mennydörgés”. In: Top Gun 1998/10, 20–25. o.
- Az Aranysas c. folyóirat cikkei:
  - Kővári László: Eagle kontra Flanker. In: Aranysas I. rész 2002/8, 20-23. o.; II. rész 2002/9, 20-23. o.; III. rész 2002/10, 22-25. o.
- A World Air Power Journal c. folyóirat cikkei:
  - ↑ WAPJ, 1992 nyár:  F–15 Eagle Air Superiority-guaranteed. World Air Power Journal, Vol. 9., Focus Aircraft, pp. 39-99. (1992. június 1.)
- ↑ f-15.nl: Az McDD F-15 holland referenciaoldala (angol nyelven). http://www.f-15.nl/, 2017. december 23. (Hozzáférés: 2018. május 1.)
- ↑ f-15e.info: Az McDD F-15E referenciaoldala (angol és magyar nyelven). http://www.f-15e.info, 2012. január 8. [2005. február 13-i dátummal az eredetiből archiválva]. (Hozzáférés: 2018. május 1.)